# Mudéjar arhitektura u Aragonu
Mudéjar arhitektura u Aragonu je zajednički naziv za građevine koje su UNESCO-ova svjetska baština zbog jedinstvene arhitektonske vrijednosti španjolskog mudéjar stila (maurski stil). Pojava ovog stila u Aragonu koncem 12. stoljeća izazvana je djelomice političkim, društvenim i kulturnim uvjetima koji su zavladali u Španjolskoj nakon rekonkviste. 
Stil mudéjar proizlazi iz sredine u kojoj su židovi, muslimani i kršćani živjeli u miru jedni uz druge. On ne uključuje stvaranje novih oblika ili objekata (što su razvijali romanika i gotika), već reinterpretira zapadnjačke stilove kroz muslimanske utjecaje. Najprije je bio prihvaćen u Toledu, kao prilagodba ornamentalnih motiva zapadnjačkoj arhitekturi (osobito kroz ukrašavanje opeka i fasada arabeskama u gipsu). Kasnije se proširio prema sjeveru (Leon, Ávila, Segovia, itd.), te su danas te građevine prepoznate kao "romanika od opeke". Centri mudéjar umjetnosti postaju gradovi kao Sahagun, Toro, Cuellar i Arevalo, a najrazvijenija je bila u Aragonu, osobito u Teruelu (ali i u Zaragozi, Utebu, Tausteu, Daroci, Calatayudu, itd.). Ova umjetnost islamskih korijena također odražava utjecaje različitih europskih stilova iz tog vremena, posebice gotike. Tijekom 13., 14. i 15. stoljeća, mudejarski tornjevi u Teruelu mijenjaju fizionomiju grada koja je sačuvana sve do današnjih dana. Najistaknutiji su toranj katedrale (1257.), zvonik crkve La Merced (kasno 16. st.), zvonik sv. Martina (1315.), zvonik crkve San Pedro (14. st.) i toranj crkve El Salvador (12. – 13. st.). Bila je dominantna u ovim krajevima do 17. stoljeća i odlikuje se iznimno kvalitetnom i inventivnom uporabom opeke i pocakljene keramike u gradnji, osobito na zvonicima. Najbolji primjeri su kvadratični tornjevi s velikim ostakljenim površinama, ukrašeni keramikom i crvenim opekama.
Izvorno su četiri građevine upisane na UNESCO-ov popis mjesta svjetske baštine u Europi 1986. godine pod imenom "Mudéjar arhitektura Teruela". No, nakon žalbe građana Zaragoze, popis je proširen 2001. godine, te uključuje još šest građevina iz provincije Zaragoza.

## Popis lokaliteta
| Slika | Ime                                                         | Izgradnja     | Lokacija             | Koordinate                                 | Bilješke |
| ----- | ----------------------------------------------------------- | ------------- | -------------------- | ------------------------------------------ | --- |
|       | Katedrala u Teruelu (Santa María de Mediavilla)             | 1171. – 1587. | Teruel               | 40°12′13″N 1°03′45″E / 40.2037°N 1.0625°E  | Romaničku Gospinu katedralu dao je izgraditi Alfons II. Aragonski, a arhitekt Juzaff joj je dao maurski izgled koncem 13. st. Toranj ukrašen keramičkim pločicama je završen 1257. godine, a oktogonalna lanterna tornja je iz 18. st. Godine 1587. izgrađena je kupola s dvojnim prozorima oštrih lukova u pleterskom stilu (Martín de Montalbán). |
|       | Crkva sv. Petra u Teruelu (San Pedro)                       | 16. st.       | Teruel               | 40°12′12″N 1°03′44″E / 40.2033°N 1.0622°E  | Crkva iz 16. st. s tornjem sličnim onom kod katedrale. U njoj se nalaze mumije tragičnih ljubavnika Izabele i Dijega (bogata plemićka i siromašni križar). |
|       | Crkva sv. Martina u Teruelu (San Martin)                    | 1316.         | Teruel               | 40°12′14″N 1°03′48″E / 40.2039°N 1.0633°E  | Crkva sv. Martina obnovljena je u 16. st. kada je izgrađen njen mudéjar toranj. |
|       | Crkva Krista Spasitelja u Teruelu (San Salvador)            | 17. st.       | Teruel               | 40°12′11″N 1°03′46″E / 40.2031°N 1.0628°E  | Crkva Krista Spasitelja ima izvanredan toranj u mudéjar stilu, te skulpturu Krista iz 14. st. Lučna vrata tornja i njezina keramička zeleno-bijela fasada dominiraju ulicom sebka. On ima tri kata s križnim svodovima, dvojnim prozorima oštrih lukova na fasadi i 122 stube.                                                                      |
|       | Gospina crkva u Calatayudu (Colegiata Santa María la Mayor) | 13. st.       | Calatayud            | 41°12′41″N 1°23′03″E / 41.2114°N 1.3842°E  | Izgrađena na mjestu starije džamije, sastoji se od fakulteta iz 14. st., mudéjar oktogonalnog tornja i apside iz 16. st., te pleterske fasade i barokne kapele. |
|       | Crkva sv. Tekle                                             |               | Cervera de la Cañada | 41°15′21″N 1°26′27″E / 41.2558°N 1.44089°E | |
|       | Crkva sv. Marije (Iglesia de Santa María)                   | 1356. – 1385. | Tobed                | 41°12′06″N 1°14′24″E / 41.2018°N 1.2401°E  | Crkva-utvrda koja ima vanjske zidine s obrambenim galerijama. Izgradio ju je "Red Svetog Groba" iz Calatayuda. |
|       | Palača Aljafería                                            | 11. stoljeće  | Zaragoza             | 41°23′32″N 0°32′05″E / 41.3923°N 0.5348°E  | Palača muslimanskih kraljeva Saraquste prozvana "Palača radosti" pretvorena je u 16. st. u rezidenciju aragonskih kraljeva. |
|       | Crkva sv. Pavla (San Pablo)                                 | 13. – 16. st. | Zaragoza             | 41°23′32″N 0°31′52″E / 41.3921°N 0.5310°E  | Izgrađena u 15. i 16. st. preko romaničke samostanske crkve iz 13. st. Ima sjajan oktogonalni toranj s kojega se pruža sjajan pogled na grad. Unutra se nalazi renesansni oltar (Damian Forment). |
|       | Katedrala u Zaragozi (Catedral del Salvador)                | 12. – 15. st. | Zaragoza             | 41°23′30″N 0°31′24″E / 41.3916°N 0.5232°E  | Izgrađena 1140. god. preko džamije iz 8. st. po nalogu kralja Alfonsa I. Aragonskog. Od 1204. – 15. st. u njoj su krunjeni kraljevi Aragona. Dorađena u mudéjar stilu od 1318. do 15. st. kada je obnovljena urušena kupola. |

## Vanjske poveznice
- UNESCOva službena stranica
- Arhivirana inačica izvorne stranice od 6. listopada 2012. (Wayback Machine)